# Mare de Déu de la Sala
La Mare de Déu de la Sala o Santa Maria de la Sala és una ermita romànica al SE del terme municipal de Jorba (l'Anoia) construïda sobre un petit planell enlairat prop de l'Anoia i del mas de Can Cansalada.

## Arquitectura
És de pur estil romànic. D'una sola nau rectangular, coberta amb volta de canó lleugerament apuntada i absis semicircular llis amb una finestra d'esqueixada simple. Campanar d'espadanya al mur de potent. Important la portalada de migdia amb arquivoltes de decoració geomètrica i enriquides amb un fris de ziga-zaga. Han desaparegut els capitells i les columnes. Pedra tallada de forma regular i coberta de teules a dues aigües. Adossada a ponent hi ha l'antiga casa de l'ermità, datada el 1704. L'interior, arrebossat amb guix i una imatge moderna, que sembla una reproducció d'un exemplar del segle xvii.

## Història
Probablement el mas de la Sala, que dona nom a la capella, correspon a un vilar rural de "Sanla", esmentada el 1012, i consta directament des de l'any 1247 i que fou sotmesa a Montserrat. L'església és esmentada el 1313 quan ja tenia més d'un segle d'existència; els ermitans perduraren fins a 1823. S'hi celebren aplecs comarcals.